# Mancomunidad Occidental

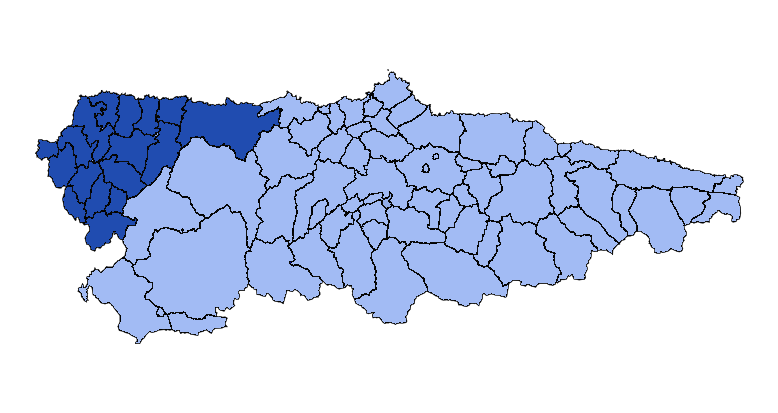
Vista de los concejos que forman la mancomunidad.

Comprende los concejos asturianos de:
- Boal
- Castropol
- Coaña
- El Franco
- Grandas de Salime
- Illano
- Navia
- Pesoz
- San Martín de Oscos
- San Tirso de Abres
- Santa Eulalia de Oscos
- Tapia de Casariego
- Taramundi
- Valdés
- Vegadeo
- Villanueva de Oscos
- Villayón